# PSI Protein Classifier
PSI Protein Classifier ist ein Computerprogramm, welches die Ergebnisse der sowohl sukzessiven als auch der unabhängigen Iterationen des PSI-BLAST-Computerprogramms zusammenfasst. Eine iterative Suche zeigt mögliche evolutionäre Verhältnisse innerhalb Proteinfamilien an und teilt sie in Unterfamilien auf.  Mit PSI Protein Classifier lassen sich evolutionäre Abstände zwischen homologen Proteinen über die Anzahl der Iterationen bestimmen. 